# Giorgio Grand
Giorgio Grand (Torino, 1º gennaio 1954) è un regista italiano.
Noto anche come Double Gi, ha concentrato la sua carriera nella realizzazione di film pornografici, a cavallo tra gli anni ottanta e novanta.

## Biografia
Nella sua carriera ha diretto attrici importanti del panorama cinematografico italiano negli anni '70 che, nel decennio successivo, hanno intrapreso carriere nel cinema porno. Tra queste vanno ricordate Karin Schubert e Lilli Carati. Ben nota è una quadrilogia di film con quest'ultima e Rocco Siffredi: Una moglie molto infedele, Il vizio preferito di mia moglie, Una ragazza molto viziosa e Una scatenata moglie insaziabile. Negli anni '90 ha diretto più volte Angelica Bella con lo pseudonimo Canyon Grand.

## Filmografia parziale
- Karin moglie vogliosa (1987)
- Lady Godiva (1987)
- Supermaschio per mogli viziose (The Devil in Mr. Holmes) (1987)
- Very Debauched Girl (1987)
- Lilli Carati's Dream (1987)
- Una moglie molto infedele (1988)
- Deep Blue (1988)
- Karin And Barbara: Superstars (1988)
- On My Lips (1988)
- Il vizio preferito di mia moglie (1988)
- Una ragazza molto viziosa (1988)
- Una scatenata moglie insaziabile (1988)
- Desirous Wife (1989)
- Eccitazione Fatale (1992)
- Peccati di culo (1996)
- L'affare s'ingrossa (Peccati di culo 2) (1996)
- Racconti Immorali (1996)
- Confessioni anali (1998)
- I peccati di una casalinga (1998)
- Perché alle donne piace prenderlo in culo (1998)
- Profilo di donna (1998)
- Sotto il vestito... molto (1998)
- Pierino la peste 2 (1999)
- Vizio e la virtù - I peccati di una casalinga 2 (1999)
- Sessuologa - Assistenza a domicilio (2000)
- Sex and the City - Le donne si raccontano (2000)
- Amiche di letto (2001)
- Corpi da reato (2001)
- Donne in carriera anale (2001)
- Amori facili (2003)
- Faccio tutto (2004)
- Prendeteci l'anima (2004)
- Sesso facile (2004)
- Veniteci dietro (2004)
- Fotomodelle anali (2005)
- Ammucchiate anali (2006)